# الطفل الخامس (رواية)
الطفل الخامس (بالإنجليزية: The Fifth Child)‏ هي رواية للكاتبة البريطانية الحائزة على جائزة نوبل دوريس ليسينغ، نشرت عام 1988، لأول مرة عن دار نشر جوناثان كيب.